# ۲۰۱۳

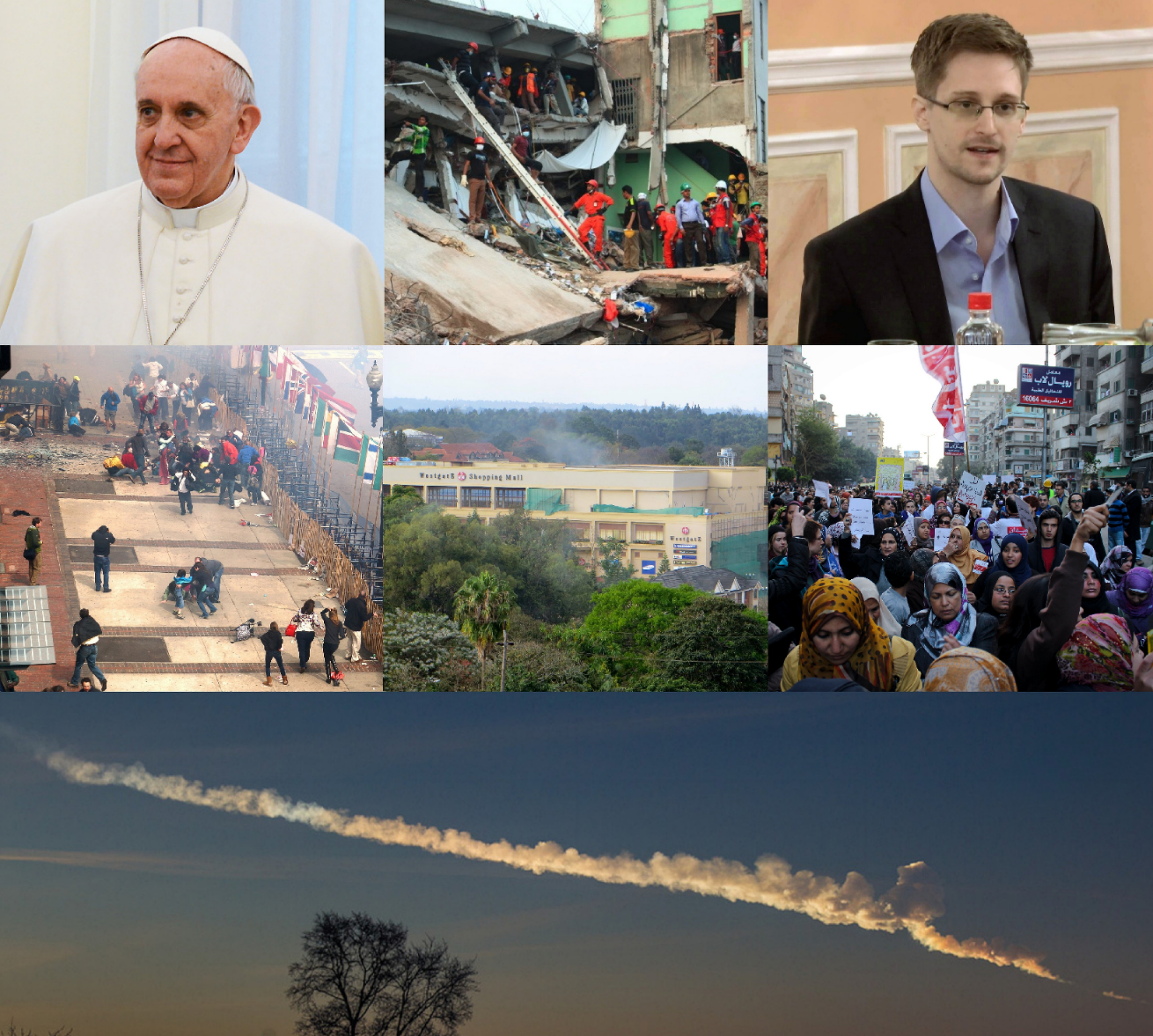

۲۰۱۳ (میلادی) دو هزار و سیزدهمین سال تقویم میلادی، برابر با سه‌شنبه ۱۲ دی ۱۳۹۱ خورشیدی است.

## رویدادها

### ژانویه
- ۱۱ ژانویه - ارتش فرانسه به مدت پنج ماه وارد جنگ شمال مالی شد تا اسلام‌گرایان گروه انصار دین را سرکوب کند.[۱]
- ۱۶-۲۰ ژانویه - در جریان گروگان‌گیری که در تأسیسات گاز نزدیک به شهرک ان آمناس در الجزایر رخ داد، ۳۹ کارگر خارجی و یک مأمور نگهبانی کشته شدند.[۲]

### فوریه
- ۱۲ فوریه - کره شمالی سومین آزمایش هسته‌ای زیرزمینی خود را انجام داد که محکومیت‌های شدید بین‌المللی و تحریم‌های سخت تری برای این کشور به بار آورد.
- ۱۵ فوریه - در اثر برخورد شهاب سنگ با چلیابینسک روسیه بالغ بر ۱۵۰۰ تن زخمی شدند و بیش از ۴۳۰۰ ساختمان آسیب دیدند. این حادثه بزرگترین حادثه در نوع خود در قرن حاضر بود.
- ۲۱ فوریه - دانشمندان آمریکایی با سلول‌های حیوانی و کلاژن و با کمک پرینتر سه بعدی موفق به ساخت یک گوش زنده شدند.
- ۲۸ فوریه - پاپ بندیکت شانزدهم پس از پاپ گرگوری دوازدهم از سال ۱۴۱۵ اولین پاپی شد که از مقام خود کناره‌گیری می‌کند. پس از کناره‌گیری پاپ سلستین پنجم در سال ۱۲۹۴ این اولین کناره‌گیری داوطلبانه از نوع خود بود.

### مارس
- ۱۳ مارس - کاردینال خورخه ماریو برگولیو از آرژانتین با عنوان فرانسیس به مقام پاپی انتخاب شد.
- ۲۴ مارس - فرانسوا بوزیزه رئیس‌جمهور کشور آفریقای مرکزی پس از این که بانگی پایتخت کشورش توسط شورشی‌ها تصرف شد به جمهوری دموکراتیک کنگو گریخت.

### ژوئیه
- ۲۶-۲۷ ژوئیه - آرش بهرام بیضایی پس از بیش از پنجاه سال از نگارش در سالن آننبرگ دانشگاه استنفورد با کارگردانی نویسنده برابر تماشاچیان خوانده شد.[۳][۴]

## درگذشتگان
- ۱ ژانویه – پتی پیج، خواننده-ترانه‌سرا و خواننده آمریکایی (ز. ۱۹۲۷)
- ۳ ژانویه – سرژیو نیکلائسکو، سیاست‌مدار، بازیگر، و کارگردان رومانییی (ز. ۱۹۳۰)
- ۷ ژانویه – دیوید آر الیس، بازیگر و کارگردان آمریکایی (ز. ۱۹۵۲)
- ۹ ژانویه – جیمز مک‌گیل بیوکنن، اقتصاددان آمریکایی (ز. ۱۹۱۹)
- ۱۵ ژانویه – ناگیسا اوشیما، فیلمنامه‌نویس و کارگردان ژاپنی (ز. ۱۹۳۲)
- ۲۱ ژانویه – مایکل وینر، فیلمنامه‌نویس، تهیه‌کننده، نویسنده، و کارگردان بریتانیایی (ز. ۱۹۳۵)
- ۱ فوریه – اد کک، سیاست‌مدار و وکیل آمریکایی (ز. ۱۹۲۴)
- ۲۶ فوریه – استفان هسل، دیپلمات و نویسنده فرانسوی (ز. ۱۹۱۷)
- ۲۷ فوریه – ون کلایبرن، پیانیست آمریکایی (ز. ۱۹۳۴)
- ۲۸ فوریه – دونالد آرتور گلایزر، فیزیک‌دان آمریکایی (ز. ۱۹۲۶)
- ۲۰ مارس – محمد ظل‌الرحمن، سیاست‌مدار بنگلادشی (ز. ۱۹۲۹)
- ۲۸ مارس – ریچارد گریفیتس، بازیگر بریتانیایی (ز. ۱۹۴۷)
- ۳ آوریل – روث پراور جابوالا، فیلمنامه‌نویس بریتانیایی (ز. ۱۹۲۷)
- ۹ آوریل – پائولو سولری، معمار، نویسنده، و مجسمه‌ساز ایتالیایی (ز. ۱۹۱۹)
- ۱۴ آوریل – کالین دیویس، موسیقی‌دان انگلیسی (ز. ۱۹۲۷)
- ۲۶ آوریل – جرج جونز، خواننده و ترانه‌سرا آمریکایی (ز. ۱۹۳۱)
- ۳۰ آوریل – دیانا دربین، بازیگر و خواننده کانادایی (ز. ۱۹۲۱)
- ۲ مه – جف هنمن، گیتاریست آمریکایی (ز. ۱۹۶۴)
- ۷ مه – ری هری‌هاوزن، تهیه‌کننده و کارگردان آمریکایی (ز. ۱۹۲۰)
- ۱۶ مه – هاینریش روهرر، فیزیک‌دان سوئیسی (ز. ۱۹۳۳)
- ۱۷ مه – خورخه رافائل ویدلا، سیاست‌مدار آرژانتینی (ز. ۱۹۲۵)
- ۲۲ مه – آنری دوتیو، آهنگساز فرانسوی (ز. ۱۹۱۶)
- ۲۶ مه – جک ونس، نویسنده آمریکایی (ز. ۱۹۱۶)
- ۳۱ مه – جین استاپلتون، بازیگر آمریکایی (ز. ۱۹۲۳)
- ۲۹ ژوئن – جیم کلی (بازیگر)، بازیگر آمریکایی (ز. ۱۹۴۶)
- ۱۳ ژوئیه – کوری مونتیه، بازیگر کانادایی (ز. ۱۹۸۲)
- ۲۰ ژوئیه – هلن توماس، ژورنالیست آمریکایی (ز. ۱۹۲۰)
- ۲۲ ژوئیه – دنیس فارینا، بازیگر آمریکایی (ز. ۱۹۴۴)
- ۲۶ ژوئیه – جی‌جی کیل، خواننده-ترانه‌سرا، موسیقی‌دان، آهنگساز، گیتاریست، و خواننده آمریکایی (ز. ۱۹۳۸)
- ۲۸ ژوئیه – آیلین برنان، بازیگر و خواننده آمریکایی (ز. ۱۹۳۲)
- ۲۹ ژوئیه – کریستین بنیتز، بازیکن فوتبال اهل اکوادور (ز. ۱۹۸۶)
- ۳۰ ژوئیه – آنتونی رامالتس، بازیکن فوتبال اسپانیایی (ز. ۱۹۲۴)
- ۵ اوت – جورج دوک، پیانیست و آهنگساز آمریکایی (ز. ۱۹۴۶)
- ۸ اوت – کارن بلک، بازیگر، خواننده، و فیلمنامه‌نویس آمریکایی (ز. ۱۹۳۹)
- ۲۱ اوت – سی گوردن فولرتن، افسر و فضانورد آمریکایی (ز. ۱۹۳۶)
- ۲۴ اوت – جولی هریس، بازیگر آمریکایی (ز. ۱۹۲۵)
- ۳۱ اوت – دیوید فراست (مجری)، مجری تلویزیونی، فیلمنامه‌نویس، ژورنالیست، و نویسنده بریتانیایی (ز. ۱۹۳۹)
- ۱۲ سپتامبر – ری دالبی، مهندس آمریکایی (ز. ۱۹۳۳)
- ۱۸ سپتامبر – کن نورتون، بازیگر و بوکسور آمریکایی (ز. ۱۹۴۳)
- ۱ اکتبر – تام کلنسی، نویسنده آمریکایی (ز. ۱۹۴۷)
- ۱۴ اکتبر – برونو متسو، بازیکن فوتبال فرانسوی (ز. ۱۹۵۴)
- ۱۶ اکتبر – اد لاوتر، بازیگر آمریکایی (ز. ۱۹۳۸)
- ۲۰ اکتبر – لارنس کلاین، اقتصاددان آمریکایی (ز. ۱۹۲۰)
- ۲۳ اکتبر – آنتونی کارو، مجسمه‌ساز بریتانیایی (ز. ۱۹۲۴)
- ۲۴ اکتبر – مانولو اسکوبار، بازیگر و خواننده اسپانیایی (ز. ۱۹۳۱)
- ۲۸ اکتبر – تادوش مازویچی، سیاست‌مدار لهستانی (ز. ۱۹۲۷)
- ۲ نوامبر – والت بلامی، بازیکن بسکتبال آمریکایی (ز. ۱۹۳۹)
- ۱۲ نوامبر – جان تاونر، آهنگساز و شاعر بریتانیایی (ز. ۱۹۴۴)
- ۱۵ نوامبر – گلافکوس کلریدس، سیاست‌مدار قبرسی (ز. ۱۹۱۹)
- ۱۷ نوامبر – دوریس لسینگ، نویسنده و شاعر بریتانیایی (ز. ۱۹۱۹)
- ۲۶ نوامبر – آریک اینشتین، خواننده اسرائیلی (ز. ۱۹۳۹)
- ۲۷ نوامبر – نیلتون سانتوس، بازیکن فوتبال برزیلی (ز. ۱۹۲۵)
- ۳۰ نوامبر – پل واکر، تهیه‌کننده و بازیگر آمریکایی (ز. ۱۹۷۳)
- ۵ دسامبر – نلسون ماندلا، سیاست‌مدار اهل آفریقای جنوبی (ز. ۱۹۱۸)
- ۷ دسامبر – ادوارد مولینارو، تهیه‌کننده، فیلمنامه‌نویس، بازیگر، و کارگردان فرانسوی (ز. ۱۹۲۸)
- ۸ دسامبر – جان کارنفورت، شیمی‌دان استرالیایی (ز. ۱۹۱۷)
- ۹ دسامبر – النور پارکر، بازیگر آمریکایی (ز. ۱۹۲۲)
- ۱۲ دسامبر – جانگ سونگ تائک، سیاست‌مدار اهل کره شمالی (ز. ۱۹۴۶)
- ۱۴ دسامبر – پیتر اوتول، بازیگر ایرلندی (ز. ۱۹۳۲)
- ۱۶ دسامبر – ری پرایس (نوازنده)، موسیقی‌دان و خواننده آمریکایی (ز. ۱۹۲۶)
- ۲۹ دسامبر – وویچک کیلار، آهنگساز لهستانی (ز. ۱۹۳۲)
- ۳۱ دسامبر – جیمز آوری (هنرپیشه)، فیلمنامه‌نویس، بازیگر، شاعر، و صداپیشه آمریکایی (ز. ۱۹۴۵)

### ژانویه
1. ۹ ژانویه - جیمز ام. بیوکنن، برنده جایزه نوبل اقتصاد در سال ۱۹۸۶
2. ۱۱ ژانویه - آرون سوارتز، برنامه‌نویس رایانه، نویسنده و فعال اینترنتی

### مارس
- ۵ مارس - هوگو چاوز، رئیس‌جمهور دیکتاتور ونزوئلا
- ۲۱ مارس - هوشنگ کاووسی، ۹۱ سال، ایران، کارگردان، نویسنده و منتقد سینما، کهولت سن.
- ۲۸ مارس - غلامرضا اسلامی بیدگلی، ۶۷ سال، ایران، چهره سرشناس رشته مدیریت مالی، دیابت.
- ۲۳ مارس - بوریس برزوفسکی، ۶۷ سال، روسیه، سرمایه‌دار و سیاستمدار تبعیدی روس، مرگ مشکوک.
- ۳۰ مارس - احمد صدر حاج‌سیدجوادی، ۹۶ سال، ایران، فعال سیاسی عضو نهضت آزادی ایران، کهولت سن.
- ۳۱ مارس - محمود عبادیان، ۸۵ سال، ایران، استاد فلسفه، نویسنده و مترجم، کهولت سن.
- ۳۱ مارس - عسل بدیعی، ۳۶ سال، ایران، بازیگر سینما و تلویزیون ایران، مرگ مغزی.

### آوریل
- ۶ آوریل - محسن پودنکی، ۳۶ سال، ایران، تیم ملی کشتی فرنگی ایران، سرطان.
- ۸ آوریل - مارگارت تاچر، ۸۸ سال، انگلستان، نخست وزیر بریتانیا، سکته مغزی.

### ژوئن
- ۱۷ ژوئن - جلیل شهناز، ۹۲ سال، ایران، نوازنده تار و سه تار، بیماری زولانی و کهولت سن.
- 19 ژوئن - جیمز گاندولفینی بازیگر آمریکایی ایتالیایی

### ژوئیه
- ۲ ژوئیه – فوزیه، ۹۲ سال، ملکهٔ ایران و شاهدخت مصر (ز. ۱۹۲۱)، کهولت سن.

### نوامبر
- ۳۰ نوامبر - پل واکر، ۴۰ سال، بازیگر آمریکایی، وی بیشتر به خاطر حضور در سری فیلم‌های سریع و خشمگین مشهور بود، دلیل فوت: تصادف با خودرو (راننده کنترل خودرو را از دست می‌دهد و پس از برخورد با تیر چراغ برق و درخت در والنسیا سانتا کلاریتا، کالیفرنیا خودرو منفجر شده و در آتش می‌سوزد)

### دسامبر
- ۵ دسامبر - نلسون ماندلا: رهبر و رئیس‌جمهور آفریقای جنوبی.